# Schlacht von Tobago
Solebay – Erste Schooneveld – Zweite Schooneveld – Maastricht – Texel – Bonn – Sinsheim – Seneffe – Enzheim – Türkheim – Sasbach – Konzer Brücke – Stromboli – Augusta – Palermo – Philippsburg – Maastricht – Valenciennes – Tobago – Cassel – Kokersberg –  Freiburg – Ypern – Rheinfelden – Saint-Denis
In der Schlacht von Tobago während des Holländischen Krieges trafen im Februar 1677 See- und Landstreitkräfte des Königreichs Frankreich und der Vereinigten Provinzen der Niederlande in der Karibik auf der Insel Tobago aufeinander.

## Die Schlacht
Der niederländische Admiral Jacob Binckes erwartete einen französischen Angriff, organisierte die Verteidigung und verstärkte die Befestigungen. Eine französische Flotte unter Admiral Jean II. d’Estrées erreichte im Februar 1677 die Insel Tobago und landete Truppen, die eine wichtige Festung erobern sollten. Am 3. März griff die französische Flotte den Hafen an, viele niederländische Schiffe wurden zerstört, doch auch die Franzosen erlitten starke Verluste und mussten den Angriff abbrechen. Die Landtruppen wurden wieder eingeschifft und die Franzosen zogen sich nach Grenada zurück.
Im Dezember des gleichen Jahres kehrte d'Estrees mit stärkeren Kräften zurück und konnte am 12. Dezember die Niederländer besiegen.

## Seestreitkräfte

### Frankreich
| Schiff                 | Kanonen | Kommandant                              | Verluste | Verluste  | Verluste  | Anmerkungen           |
| Schiff                 | Kanonen | Kommandant                              | getötet  | verwundet | Insgesamt | Anmerkungen           |
| ---------------------- | ------- | --------------------------------------- | -------- | --------- | --------- | --------------------- |
| Glorieux               | 60      |                                         |          |           |           | Flaggschiff, zerstört |
| Intrépide              | 56      |                                         |          |           |           | gekapert              |
| Fendant                | 54      | Charles de Courbon de Blénac            |          |           |           | gekapert              |
| Précieux               | 54      |                                         |          |           |           |                       |
| Galant                 | 46      |                                         |          |           |           |                       |
| Marquis                | 46      |                                         |          |           |           | zerstört              |
| Les Jeux               | 40      |                                         |          |           |           |                       |
| Émerillon              | 36      |                                         |          |           |           |                       |
| Soleil d’Afrique       | 30      |                                         |          |           |           |                       |
| Laurier                | 28      | Charles-François de Machault de Belmont |          |           |           |                       |
| zusätzlich ein Brander |         |                                         |          |           |           |                       |

### Niederlande
| Schiff                      | Kanonen | Kommandant    | Verluste | Verluste  | Verluste  | Anmerkungen |
| Schiff                      | Kanonen | Kommandant    | getötet  | verwundet | Insgesamt | Anmerkungen |
| --------------------------- | ------- | ------------- | -------- | --------- | --------- | ----------- |
| Huis te Kruiningen          | 56      | Roemer Vlacq  |          |           |           | zerstört    |
| Beschermer                  | 50      | Jacob Binckes |          |           |           | Flaggschiff |
| Zeelandia                   | 44      |               |          |           |           |             |
| Middelburg                  | 36      |               |          |           |           |             |
| Leyden                      | 34      |               |          |           |           |             |
| De Gouden Monnik            | 31      |               |          |           |           |             |
| De Gouden Star              | 28      |               |          |           |           |             |
| Duc d’York                  | 26      |               |          |           |           |             |
| Alcyon                      | 24      |               |          |           |           |             |
| Pophesburg                  | 24      |               |          |           |           |             |
| Sphoera Mundi               | 12      |               |          |           |           |             |
| De Zaayer                   |         |               |          |           |           | Brander     |
| zusätzlich Transportschiffe |         |               |          |           |           |             |